# Огист Браве
Огист Браве (фр. Auguste Bravais; Анонеј, 23. август 1811 — Ле Шесне, 30. март 1863) био је француски физичар и један од оснивача кристалографије као научне дисциплине.
Огист Браве је 1849. поставио основе кристалографије систематизацијом кристалних решетки у 14 група, касније познатих као Бравејве решетке.